# Sportsklubben Brann 2010
Questa voce raccoglie le informazioni riguardanti lo Sportsklubben Brann nelle competizioni ufficiali della stagione 2010.

## Maglie e sponsor
Lo sponsor tecnico per la stagione 2010 è Kappa, mentre lo sponsor ufficiale è Sparebanken Vest.
| Casa | Trasferta |

## Rosa
| N. |                      | Ruolo | Calciatore         |
| -- | -------------------- | ----- | ------------------ |
| 1  | Norvegia (bandiera)  | P     | Jørgen Mohus       |
| 2  | Islanda (bandiera)   | D     | Birkir Sævarsson   |
| 3  | Norvegia (bandiera)  | D     | Christian Kalvenes |
| 4  | Norvegia (bandiera)  | D     | Cato Guntveit      |
| 5  | Giamaica (bandiera)  | D     | Rodolph Austin     |
| 6  | Norvegia (bandiera)  | C     | Erik Mjelde        |
| 7  | Norvegia (bandiera)  | C     | Hassan El Fakiri   |
| 8  | Islanda (bandiera)   | C     | Gylfi Einarsson    |
| 9  | Norvegia (bandiera)  | C     | Jan Gunnar Solli   |
| 10 | Danimarca (bandiera) | A     | David Nielsen      |
| 11 | Norvegia (bandiera)  | C     | Petter Vaagan Moen |
| 12 | Norvegia (bandiera)  | P     | Håkon Opdal        |
| 13 | Norvegia (bandiera)  | A     | Erik Huseklepp     |

| N. |                     | Ruolo | Calciatore           |
| -- | ------------------- | ----- | -------------------- |
| 14 | Gambia (bandiera)   | C     | Tijan Jaiteh         |
| 15 | Uruguay (bandiera)  | A     | Diego Guastavino     |
| 16 | Norvegia (bandiera) | C     | Bjarte Haugsdal      |
| 17 | Norvegia (bandiera) | C     | Eirik Bakke          |
| 18 | Islanda (bandiera)  | D     | Ólafur Örn Bjarnason |
| 18 | Brasile (bandiera)  | C     | Diego                |
| 19 | Norvegia (bandiera) | A     | Cato Hansen          |
| 20 | Brasile (bandiera)  | A     | Juninho              |
| 21 | Ungheria (bandiera) | D     | Zsolt Korcsmár       |
| 24 | Norvegia (bandiera) | P     | Kenneth Udjus        |
| 25 | Norvegia (bandiera) | D     | Yaw Amankwah         |
| 26 | Norvegia (bandiera) | D     | Bjørnar Holmvik      |

## Calciomercato

### Sessione invernale(dal 01/01 al 28/02)
| Acquisti | Acquisti    | Acquisti   | Acquisti   |
| R.       | Nome        | da         | Modalità   |
| -------- | ----------- | ---------- | ---------- |
| C        | Erik Mjelde | Sandefjord | definitivo |

| Cessioni | Cessioni                | Cessioni   | Cessioni   |
| R.       | Nome                    | a          | Modalità   |
| -------- | ----------------------- | ---------- | ---------- |
| P        | Johan Thorbjørnsen      | Løv-Ham    | definitivo |
| D        | Kristján Örn Sigurðsson | Hønefoss   | definitivo |
| D        | Knut Walde              | svincolato |            |
| A        | Matias Møvik            | Løv-Ham    | prestito   |

### Sessione estiva(dal 01/07 al 31/08)
| Acquisti | Acquisti           | Acquisti          | Acquisti   |
| R.       | Nome               | da                | Modalità   |
| -------- | ------------------ | ----------------- | ---------- |
| D        | Christian Kalvenes | Burnley           | definitivo |
| D        | Zsolt Korcsmár     | Újpest            | prestito   |
| C        | Diego              | Desportivo Brasil | prestito   |
| C        | Juninho            | Desportivo Brasil | prestito   |

| Cessioni | Cessioni             | Cessioni  | Cessioni   |
| R.       | Nome                 | a         | Modalità   |
| -------- | -------------------- | --------- | ---------- |
| D        | Ólafur Örn Bjarnason | Grindavík | definitivo |
| D        | Bjarte Haugsdal      | Løv-Ham   | prestito   |

## Risultati

### Tippeligaen

#### Girone di andata
| Bergen 13 marzo 2010, ore 17:00 1ª giornata | Brann                | 0 – 0 referto | Haugesund | Brann Stadion (15.005 spett.)\| Arbitro: \| Skjerven (Kaupanger) \| |
| Arbitro:                                    | Skjerven (Kaupanger) |               |           |                                                                     |

| Arbitro: | Øvrebø (Oslo) |

|                                                   |           |  |
| Ingelsten 8’ Nisja 20’ Ødegaard 40’ Bjarnason 60’ | Marcatori |  |

| Arbitro: | Hagen (Grue) |

|                                |           |                       |
| Mjelde 53’ Guastavino 83’, 90’ | Marcatori | 56’ Bindia 62’ Ertsås |

| Arbitro: | Berntsen |

|                                   |           |                       |
| Hestad 45’ Hoseth 57’ Moström 69’ | Marcatori | 3’ Moen 24’ Huseklepp |

| Arbitro: | Johnsen (Tønsberg) |

|                                    |           |                                       |
| Guastavino 2’ Mjelde 27’ Bakke 90’ | Marcatori | 10’, 39’ Årst 22’ Bolaños 57’ Kleiven |

| Arbitro: | Sandmoen (Oslo) |

|                             |           |  |
| Iversen 57’ Sellin 75’, 85’ | Marcatori |  |

| Arbitro: | Moen (Haugesund) |

|               |           |         |
| Huseklepp 80’ | Marcatori | 12’ Moa |

| Arbitro: | Olsen (Kristiansand) |

|                                   |           |  |
| Moen 13’, 87’ Guastavino 45’, 71’ | Marcatori |  |

| Skien 2 maggio 2010, ore 18:00 9ª giornata | Odd Grenland       | 0 – 0 referto | Brann | Skagerak Arena (18.727 spett.)\| Arbitro: \| Hafsås (Trondheim) \| |
| Arbitro:                                   | Hafsås (Trondheim) |               |       |                                                                    |

| Arbitro: | Staberg |

|  |           |               |
|  | Marcatori | 29’ Rushfeldt |

| Arbitro: | Hafsås (Trondheim) |

|                        |           |          |
| Hoff 14’ Eiríksson 45’ | Marcatori | 30’ Moen |

| Arbitro: | Skjerven (Kaupanger) |

|          |           |             |
| Moen 90’ | Marcatori | 50’ Igiebor |

| Arbitro: | Moen (Haugesund) |

|                                    |           |  |
| Opdal 6’ (aut.) Holmvik 12’ (aut.) | Marcatori |  |

| Arbitro: | Øvrebø (Oslo) |

|                        |           |           |
| Sævarsson 13’ Moen 21’ | Marcatori | 89’ Silva |

| Arbitro: | Hafsås (Trondheim) |

|  |           |                              |
|  | Marcatori | 25’ Solli 43’ Bakke 73’ Moen |

#### Girone di ritorno
| Arbitro: | Helgerud (Lier) |

|            |           |            |
| Mæland 45’ | Marcatori | 24’ Mjelde |

| Arbitro: | Olsen (Kristiansand) |

|                         |           |                             |
| Solli 37’ Huseklepp 59’ | Marcatori | 24’ Diskerud 49’ Gunnarsson |

| Arbitro: | Helgerud (Lier) |

|            |           |                                                 |
| Hansen 85’ | Marcatori | 17’ Bakke 36’ Moen 61’ Guastavino 67’ Huseklepp |

| Arbitro: | Olsen (Kristiansand) |

|               |           |             |
| Huseklepp 61’ | Marcatori | 81’ Thioune |

| Arbitro: | Helgerud (Lier) |

|                                        |           |                      |
| Stokkelien 21’ (rig.) Bolaños 23’ (65) | Marcatori | 87’ (rig.) Huseklepp |

| Arbitro: | Berntsen (Vang) |

|                |           |                |
| Nordkvelle 70’ | Marcatori | 35’ Guastavino |

| Arbitro: | Edvartsen (Hamar) |

|                                         |           |                                             |
| Bakke 35’ Moen 55’ Bertelsen 81’ (aut.) | Marcatori | 4’ Høiland 12’ (rig.) Danielsen 57’ Nevland |

| Arbitro: | Berntsen (Vang) |

|  |           |                                   |
|  | Marcatori | 21’ Bakke 37’ Guastavino 73’ Moen |

| Arbitro: | Moen (Haugesund) |

|                        |           |                                       |
| Sævarsson 40’ Moen 80’ | Marcatori | 11’, 88’ Henriksen 62’ (rig.) Iversen |

| Arbitro: | Olsen (Kristiansand) |

|             |           |  |
| Shelton 34’ | Marcatori |  |

| Arbitro: | Moen (Haugesund) |

|                                   |           |                             |
| Moen 15’ Mjelde 30’ Huseklepp 70’ | Marcatori | 77’ (rig.) Lafton 84’ Olsen |

| Arbitro: | Helgerud (Lier) |

|                                        |           |                        |
| Korcsmár 31’ (aut.) Ujah 37’ Kippe 40’ | Marcatori | 60’ Moen 69’ Huseklepp |

| Arbitro: | Moen (Haugesund) |

|                             |           |             |
| Moen 20’ Huseklepp 29’, 90’ | Marcatori | 79’ Risholt |

| Arbitro: | Moen (Haugesund) |

|                                            |           |                |
| Mathisen 2’, 45’ (rig.) Herrera 31’ (rig.) | Marcatori | 34’ Guastavino |

| Arbitro: | Skjerven (Kaupanger) |

|              |           |             |
| Amankwah 90’ | Marcatori | 80’ Bentley |

### Coppa di Norvegia
| Arbitro: | Hansen (Fana) |

|  |           |                     |
|  | Marcatori | 16’ Hansen 72’ Moen |

| Arbitro: | Toppe (Hordaland) |

|                |           |  |
| Stephensen 55’ | Marcatori |  |

## Statistiche
Statistiche aggiornate al 7 novembre 2010.

### Statistiche di squadra
| Competizione      | Punti | In casa | In casa | In casa | In casa | In casa | In casa | In trasferta | In trasferta | In trasferta | In trasferta | In trasferta | In trasferta | Totale | Totale | Totale | Totale | Totale | Totale | DR |
| Competizione      | Punti | G       | V       | N       | P       | Gf      | Gs      | G            | V            | N            | P            | Gf           | Gs           | G      | V      | N      | P      | Gf     | Gs     | DR |
| ----------------- | ----- | ------- | ------- | ------- | ------- | ------- | ------- | ------------ | ------------ | ------------ | ------------ | ------------ | ------------ | ------ | ------ | ------ | ------ | ------ | ------ | -- |
| Tippeligaen       | 34    | 15      | 5       | 7       | 3       | 29      | 23      | 15           | 3            | 3            | 9            | 19           | 27           | 30     | 8      | 10     | 12     | 48     | 50     | -2 |
| Coppa di Norvegia | -     | 0       | 0       | 0       | 0       | 0       | 0       | 2            | 1            | 0            | 1            | 2            | 1            | 2      | 1      | 0      | 1      | 2      | 4      | -2 |
| Totale            | -     | 15      | 5       | 7       | 3       | 29      | 23      | 17           | 4            | 3            | 10           | 21           | 28           | 32     | 9      | 10     | 13     | 50     | 50     | 0  |

### Statistiche dei giocatori
| Giocatore     | Tippeligaen | Tippeligaen | Tippeligaen | Tippeligaen | Coppa di Norvegia | Coppa di Norvegia | Coppa di Norvegia | Coppa di Norvegia | Totale   | Totale | Totale      | Totale     |
| Giocatore     | Presenze    | Reti        | Ammonizioni | Espulsioni  | Presenze          | Reti              | Ammonizioni       | Espulsioni        | Presenze | Reti   | Ammonizioni | Espulsioni |
| ------------- | ----------- | ----------- | ----------- | ----------- | ----------------- | ----------------- | ----------------- | ----------------- | -------- | ------ | ----------- | ---------- |
| Y. Amankwah   | 20          | 1           | 4           | 0           | 0                 | 0                 | 0                 | 0                 | 20       | 1      | 4           | 0          |
| R. Austin     | 25          | 0           | 5           | 1           | 1                 | 0                 | 0                 | 0                 | 26       | 0      | 5           | 1          |
| E. Bakke      | 26          | 5           | 7           | 0           | 0                 | 0                 | 0                 | 0                 | 26       | 5      | 7           | 0          |
| Ó. Bjarnason  | 11          | 0           | 1           | 0           | 2                 | 0                 | 0                 | 0                 | 13       | 0      | 1           | 0          |
| Diego         | 1           | 0           | 0           | 0           | 0                 | 0                 | 0                 | 0                 | 1        | 0      | 0           | 0          |
| G. Einarsson  | 5           | 0           | 2           | 0           | 1                 | 0                 | 0                 | 0                 | 6        | 0      | 2           | 0          |
| H. El Fakiri  | 25          | 0           | 2           | 0           | 2                 | 0                 | 0                 | 0                 | 27       | 0      | 2           | 0          |
| J. Grønner    | 0           | 0           | 0           | 0           | 2                 | 0                 | 0                 | 0                 | 2        | 0      | 0           | 0          |
| D. Guastavino | 22          | 9           | 4           | 0           | 2                 | 0                 | 0                 | 0                 | 24       | 9      | 4           | 0          |
| C. Guntveit   | 15          | 0           | 1           | 0           | 1                 | 0                 | 0                 | 0                 | 16       | 0      | 1           | 0          |
| C. Hansen     | 17          | 0           | 0           | 0           | 2                 | 1                 | 0                 | 0                 | 19       | 1      | 0           | 0          |
| B. Haugsdal   | 6           | 0           | 0           | 0           | 1                 | 0                 | 0                 | 0                 | 7        | 0      | 0           | 0          |
| B. Holmvik    | 14          | 0           | 1           | 0           | 2                 | 0                 | 0                 | 0                 | 16       | 0      | 1           | 0          |
| E. Huseklepp  | 30          | 10          | 2           | 0           | 1                 | 0                 | 0                 | 0                 | 31       | 10     | 2           | 0          |
| T. Jaiteh     | 17          | 0           | 2           | 0           | 2                 | 0                 | 0                 | 0                 | 19       | 0      | 2           | 0          |
| Juninho       | 5           | 0           | 1           | 0           | 0                 | 0                 | 0                 | 0                 | 5        | 0      | 1           | 0          |
| K. Kalve      | 0           | 0           | 0           | 0           | 1                 | 0                 | 0                 | 0                 | 1        | 0      | 0           | 0          |
| C. Kalvenes   | 9           | 0           | 0           | 0           | 0                 | 0                 | 0                 | 0                 | 9        | 0      | 0           | 0          |
| Z. Korcsmár   | 10          | 0           | 1           | 0           | 0                 | 0                 | 0                 | 0                 | 10       | 0      | 1           | 0          |
| E. Mjelde     | 30          | 4           | 2           | 0           | 1                 | 0                 | 0                 | 0                 | 31       | 4      | 2           | 0          |
| P. Moen       | 27          | 14          | 6           | 0           | 2                 | 1                 | 0                 | 0                 | 29       | 15     | 6           | 0          |
| D. Nielsen    | 10          | 0           | 1           | 0           | 0                 | 0                 | 0                 | 0                 | 10       | 0      | 1           | 0          |
| H. Opdal      | 30          | 0           | 0           | 0           | 0                 | 0                 | 0                 | 0                 | 30       | 0      | 0           | 0          |
| B. Sævarsson  | 27          | 2           | 4           | 1           | 1                 | 0                 | 0                 | 0                 | 28       | 2      | 4           | 1          |
| J. Solli      | 22          | 2           | 1           | 0           | 2                 | 0                 | 0                 | 0                 | 24       | 2      | 1           | 0          |
| K. Udjus      | 0           | 0           | 0           | 0           | 2                 | 0                 | 0                 | 0                 | 2        | 0      | 0           | 0          |